# Quamquam pluries

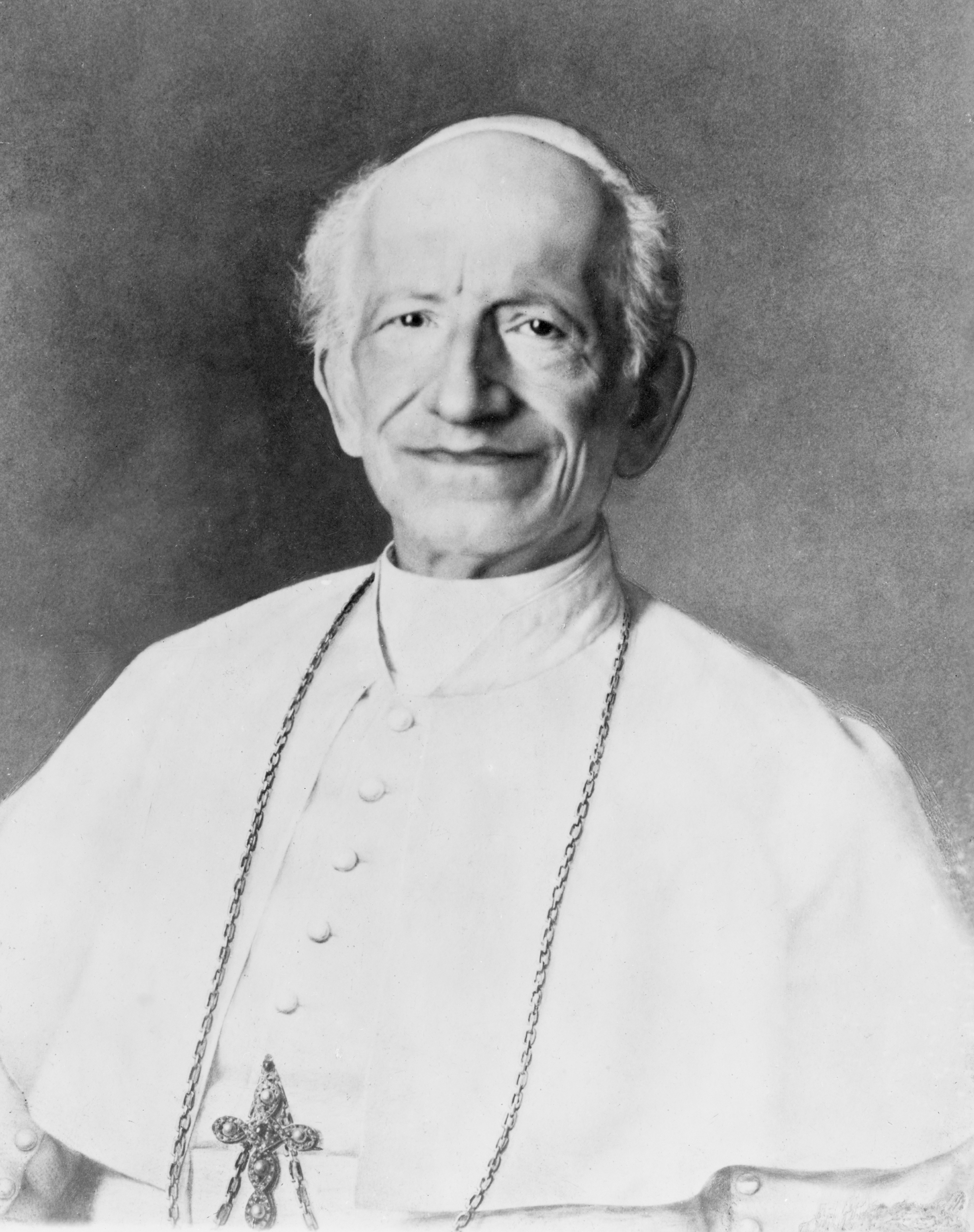
Leão XIII

Quamquam pluries é uma encíclica sobre São José do Papa Leão XIII. Foi emitida em 15 de agosto de 1889 na Basílica de São Pedro em Roma.

## São José
Leão XIII apresentou São José como modelo em um momento em que o mundo e a Igreja lutavam com os desafios da modernidade. Com Quamquam pluries, Leão XIII foi o primeiro papa a traçar os contornos de uma teologia de São José, com títulos claramente definidos que se enquadram na história da salvação, da redenção humana, tanto no nível da encarnação, como marido de Maria e pai de Jesus, e ao nível da vida da Igreja, como sua protetora natural.

O papa expôs os desafios que a Igreja enfrenta e exortou os católicos a orar a São José, como patrono da Igreja:
Os motivos especiais pelos quais São José foi proclamado Padroeiro da Igreja, e a partir dos quais a Igreja busca um benefício singular de seu patrocínio e proteção, são que José era o esposo de Maria e era considerado o Pai de Jesus Cristo. Destas fontes nasceram sua dignidade, sua santidade, sua glória. ... Assim, ao dar a José a Virgem Santíssima por esposo, Deus o designou para ser não só companheiro de sua vida, testemunha de sua virgindade, protetor de sua honra, mas também, em virtude do vínculo conjugal, participante de sua sublime dignidade.

## Trabalho como vocação
Leão estava preocupado com o capitalismo industrial do final do século XIX e seu tratamento aos trabalhadores. Segundo D. Stephen Long, o Papa Leão "via o trabalho não como uma mera mercadoria sujeita à livre competição, mas como uma vocação digna". Referindo-se a São José, o Papa Leão escreveu: "[ele] se comprometeu a proteger com um grande amor e uma solicitude diária sua esposa e o Divino Infante; regularmente com seu trabalho ele ganhava o que era necessário para um e outro para se alimentar e roupas."
O Papa Leão via a família como o alicerce do Cristianismo e da sociedade, portanto, um salário suficiente para sustentar a família era essencial. Long explica que a Sagrada Família é um exemplo da dignidade do trabalho e da obrigação do empregador de fornecer um salário mínimo. Leo se opõe tanto à violação da família pelo capitalismo quanto ao apelo do socialismo à propriedade comum. É um assunto que Leão desenvolveria dois anos depois na Rerum novarum.
O papa então prescreveu que durante o mês de outubro, uma oração a São José fosse acrescentada ao Rosário e concedeu uma indulgência de sete anos e sete quaresmas para cada ato; a oração permanece enriquecida com uma indulgência parcial no atual Enchiridion Indulgentiarum.